# 라이카 (애니메이션 제작사)
라이카(영어: Laika Entertainment, LLC.)는 미국의 애니메이션 제작사로, 주로 스톱모션 애니메이션을 제작한다.

## 참여 작품
- 코렐라인: 비밀의 문
- 파라노만
- 박스트롤
- 쿠보와 전설의 악기
- 잃어버린 세계를 찾아서 (2019년 영화)
- 와일드우드 (영화)
- The Night Gardener
- Piranesi

### 단편 영화
- 유령 신부
- 킹 오브 캘리포니아
- The Legend Of Cranky Verne
- Joe Blow
- Day of the Dead
- A Dream For Hokusai
- 데이 마이트 비 자이언츠 - Bastard Wants To Hit Me
- Moongirl
- The Mouse that Soared
- ParaNorman: The Thrifting